# Emblema dell'Etiopia
L'emblema dell'Etiopia è il simbolo araldico ufficiale del Paese, adottato nel 1996 al posto della precedente versione risalente al 1910. Consiste in un cerchio blu su cui è raffigurato in oro un pentagramma che emana raggi, a simbolo dell'unità del paese. Il simbolo appare anche al centro della bandiera nazionale. L'attuale colorazione è stata adottata nel 2009.

## Stemmi storici

Stemma dell'Impero d'Etiopia sotto Menelik II
Stemma dell'Impero d'Etiopia sotto Hailé Selassié
Emblema del Governo militare provvisorio dell'Etiopia socialista
Emblema della Repubblica Democratica Popolare d'Etiopia
Emblema del Governo di transizione dell'Etiopia
Emblema dell'Etiopia (1996-2009)